# Pristomerus marginicollis
Pristomerus marginicollis är en stekelart som först beskrevs av Cameron 1907.  Pristomerus marginicollis ingår i släktet Pristomerus och familjen brokparasitsteklar. Inga underarter finns listade i Catalogue of Life.